# LG Prada
El LG KE850, también conocido como el LG Prada, es un teléfono movil con pantalla táctil hecho por LG Electrónica. Se anunció por primera vez el 12 de diciembre de 2006 y estuvo creado en colaboración con diseñador de lujo italiano Prada. Se hizo oficial en un comunicado de prensa el 18 de enero de 2007. Las ventas empezaron en mayo de 2007, con un precio de venta al público de unos $777 (600 euros).
Es el primer teléfono móvil con pantalla táctil capacitiva. El KE850 vendió 1 millones de unidades en los primeros 18 meses. Una segunda versión del teléfono, el LG Prada II (KF900) estuvo liberado diciembre 2008.
El LG Prada se anunció poco antes de que el CEO de Apple, Steve Jobs, anunciara el iPhone el 9 de enero de 2007. Después del lanzamiento del iPhone, se citó al director del Centro de I+D de teléfonos móviles de LG diciendo que creía que Apple había robado la idea del KE850 después de que se anunciara como parte del premio iF Design Award.

## Especificaciones

### General

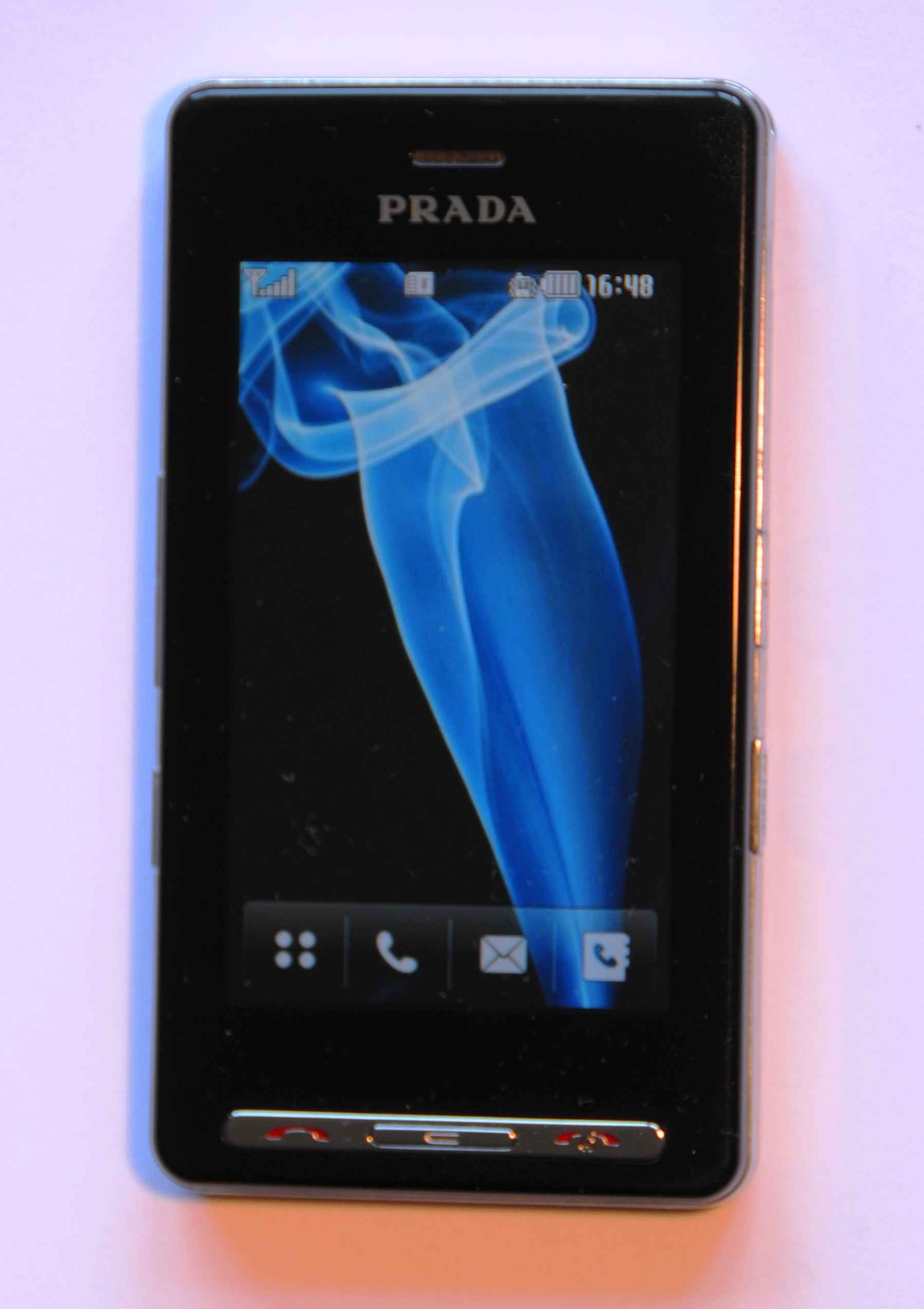
LG KE850 Prada Hauptmenü

Las especificaciones son las siguientes:
- Factor de forma: Touchscreen
- Dimensiones: 98.8 × 54 × 12 mm
- Peso: 85 g
- Tipo de pantalla principal: Capacitive TFT touchscreen, 256K colores
- Resolución de medida/de pantalla principal: 240 × 400 píxeles, 3 pulgadas
- Messaging: SMS, EMS, MMS, Correo electrónico
- Sistema operativo: Centellea UI
- Construido-en handsfree: Sí
- Voz-dial/memo: Sí
- Vibración: Sí
- Organizador: Sí
- Espectador de documento de la oficina: .ppt, .doc, .xls, .Pdf, .txt
- Posición de batería-por: Hasta 300 h
- Tiempo de charla de la batería: Hasta 3 h

### Conectividad
- 2red de G: GSM 900 / 1800 / 1900 (tri-banda)
- Bluetooth: v2.0 con A2DP
- USB: v2.0

### Multimedia
- 2MP cámara: 2 MP, 1600×1200 píxeles, vídeo (CIF 30 marco/s), centellea.
- Memoria interna: 8 MB memoria compartida
- Ranura de memoria: microSD (TransFlash), hasta 2 GB
- Juegos: Halloween Fiebre, Rompecabezas de Foto, Virus, Tubo.
- Música: reproductor de MP3
- Radiofónico: Sí
- Ringtones: Polifónico (40 canales), Mp3
- Hablantes: Construido-en handsfree

## Premios
- Producto de Diseño—de Foro internacional Premio de Diseño para 2007[14]
- Premio de diseño de punto rojo—LG Prada Gana "Más del Diseño" de punto rojo Mejor Premio, 2007[16][17]
- Teléfono de moda del año—Elección Móvil (2007)[18]
- La moda mejor telefonea—Lo que Premios Móviles (2007)[19]
- Oro para mejor mirando teléfono—CNET Lectores de Asia' Premio de Elección (2007/08)[20]